# 울루와뚜 사원

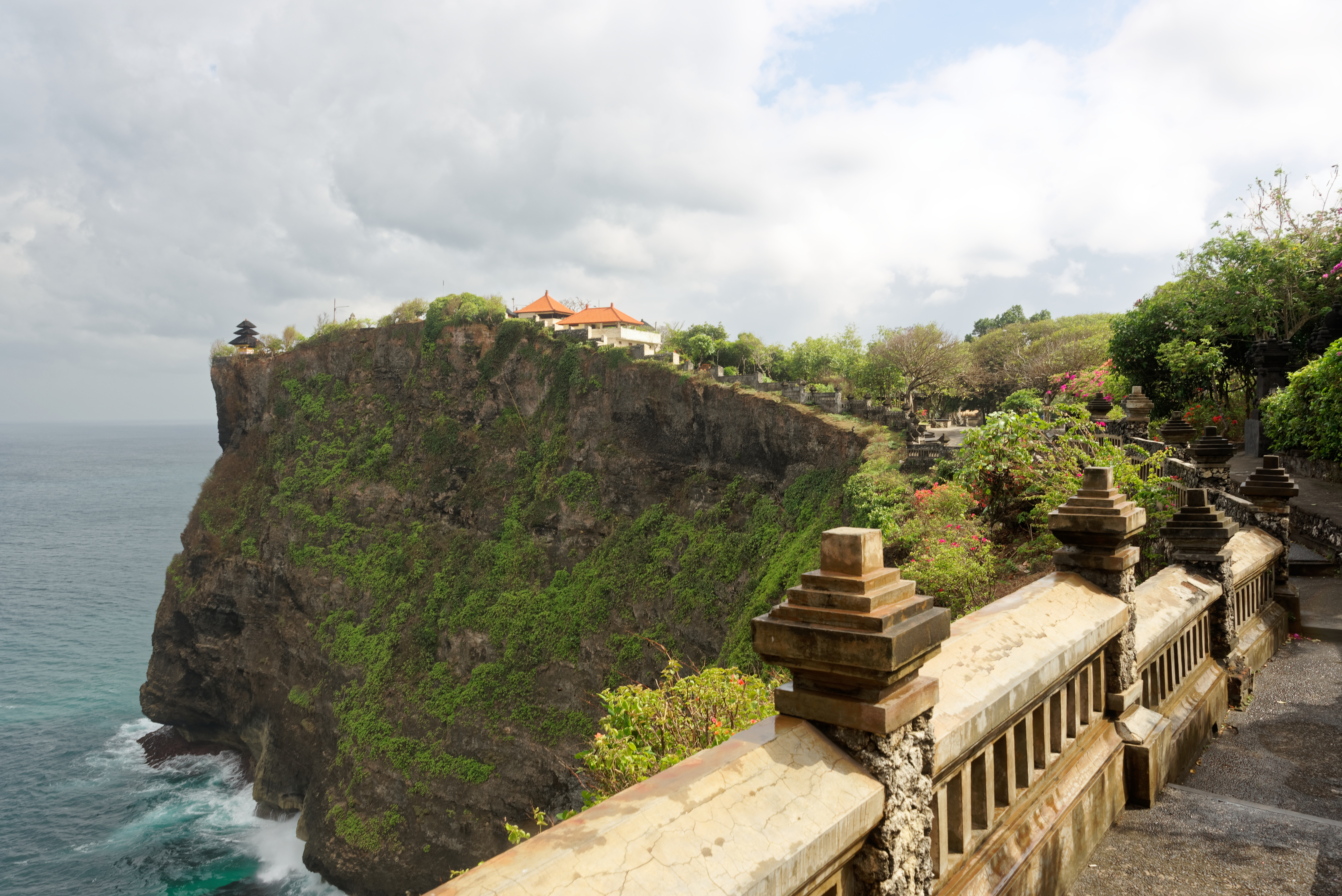
울루와뚜 사원

울루와뚜 사원(발리어 : Pura(Luhur) Uluwatu)은 발리주 바둥군 꾸따 슬라탄에 위치한 발리 힌두교 사원이다. 발리 힌두교의 6곳의 성지로 불리는 사드 카향간(sad kahyangan) 중 하나인 사원으로 상향위디와사를 숭배하는 사원이다.

## 케착 댄스
매일 저녁 6시에 울루와뚜 사원의 공연장에서 케착 댄스라는 춤 공연이 있다.